# Saulieu
Saulieu település Franciaországban, Côte-d’Or megyében. Lakosainak száma 2269 fő (2022. január 1.). Saulieu Montlay-en-Auxois, Saint-Martin-de-la-Mer, Champeau-en-Morvan, Liernais, Saint-Didier, Thoisy-la-Berchère és Villargoix községekkel határos.

## Népesség
A település népessége az elmúlt években az alábbi módon változott:
| Lakosok száma | 3303 | 3084 | 2917 | 2643 | 2490 | 2473 | 2413 | 2372 | 2346 | 2269 |
|               | 1968 | 1982 | 1990 | 2006 | 2013 | 2015 | 2017 | 2019 | 2020 | 2022 |